# ميغيل أنخيل بينيتو إراولا
ميغيل أنخيل بينيتو إراولا (بالإسبانية: Miguel Ángel Benito)‏ هو دراج إسباني، ولد في 21 سبتمبر 1993 في ليون في إسبانيا.

## وصلات خارجية
- ميغيل أنخيل بينيتو إراولا على موقع الاتحاد الدولي للدراجات (الإنجليزية)
- ميغيل أنخيل بينيتو إراولا على موقع أرشيف الدراجات (الإنجليزية)
- ميغيل أنخيل بينيتو إراولا على موقع إحصائيات الدراجات الإحترافية (الإنجليزية)
- ميغيل أنخيل بينيتو إراولا على موقع نسبة الدراجات (الإنجليزية)